# Pascual H. Poblete
Pascual Hicaro Poblete (ur. 17 maja 1857 w Naic, w prowincji Cavite, zm. 5 lutego 1921 w Manili) – filipiński dziennikarz, pisarz i tłumacz.

## Życiorys
Urodził się w Naic w prowincji Cavite jako syn Francisco Hicaro oraz Marii Poblete. W życiu dorosłym używał przede wszystkim nazwiska matki. Szybko związał się z krajowym środowiskiem prasowym. Już bowiem po ukończeniu nauki w Liceo de Manila został przyjęty na praktykę dziennikarską do pisma La Oceania Española. Spędził w nim łącznie dekadę, publikując na jego łamach rozmaite artykuły i eseje. W 1882, na zaproszenie Marcelo H. del Pilara, był jednym z członków zespołu redakcyjnego Diariong Tagalog, pierwszej tagalskojęzycznej gazety. W późniejszych latach stał za powstaniem rozmaitych tytułów prasowych, czasem ukazujących się w języku hiszpańskim, czasem zaś po tagalsku. Dziennikarstwo wykorzystywał jako narzędzie do ukazywania konieczności reform o charakterze liberalnym, zarówno w życiu politycznym, jak i szerzej w życiu społecznym. Jego działalność była postrzegana przez wciąż kontrolujących Filipiny Hiszpanów jako niepożądana aktywność wywrotowa. Po wybuchu rewolucji z 1896 został aresztowany a następnie zesłany do Hiszpanii oraz posiadłości hiszpańskich w Afryce.
Do kraju powrócił w 1899, wiążąc się politycznie z Partią Nacjonalistyczną i tworząc jeden z partyjnych organów prasowych. W 1909 przełożył na język tagalski powieść Noli me Tangere José Rizala. Był to pierwszy przekład powieści tego bohatera narodowego Filipin na język tagalski. Wśród przełożonych przezeń dzieł literackich znalazł się też Hrabia Monte Cristo. Pozostawił po sobie też kilka własnych prac, w tym zakazaną przez amerykańskie władze kolonialne sztukę El Amor Patrio. Wraz z Gregorio Aglipayem oraz Isabelo de los Reyesem założył Niezależny Kościół Filipiński. Zmarł w Manili na skutek zawału mięśnia sercowego.